# ABX Air
ABX Air is een vrachtvervoersluchtvaartmaatschappij met als basis Wilmington, Ohio, VS. Het voert nachtvluchten uit voor vracht- en spoedzendingen in de VS, Canada en Puerto Rico. De luchthaven is Wilmington Airpark, (voorheen de Clinton County Air Force Base), ten zuidoosten van Wilmington, Ohio.